# Ronceverte, West Virginia
Ronceverte, West Virginia (енгл. Ronceverte) град је у америчкој савезној држави Западна Вирџинија.

## Демографија
По попису из 2010. године број становника је 1.765, што је 208 (13,4%) становника више него 2000. године.
| Група             | 2000.         | 2010.         |
| Белци             | 1.411 (90,6%) | 1.622 (91,9%) |
| Афроамериканци    | 111 (7,1%)    | 98 (5,6%)     |
| Азијати           | 2 (0,1%)      | 4 (0,2%)      |
| Хиспаноамериканци | 18 (1,2%)     | 20 (1,1%)     |
| Укупно            | 1.557         | 1.765         |